# Mobile Suit Gundam: MS Sensen 0079
Mobile Suit Gundam: MS Sensen 0079 (機動戦士ガンダム MS戦線0079) est un jeu vidéo de tir à la première personne développé par Bandai et édité par Namco Bandai Games en juillet 2007 sur Wii. C'est une adaptation en jeu vidéo de la série basée sur l'anime Mobile Suit Gundam,.